# 拉脫維亞飲食

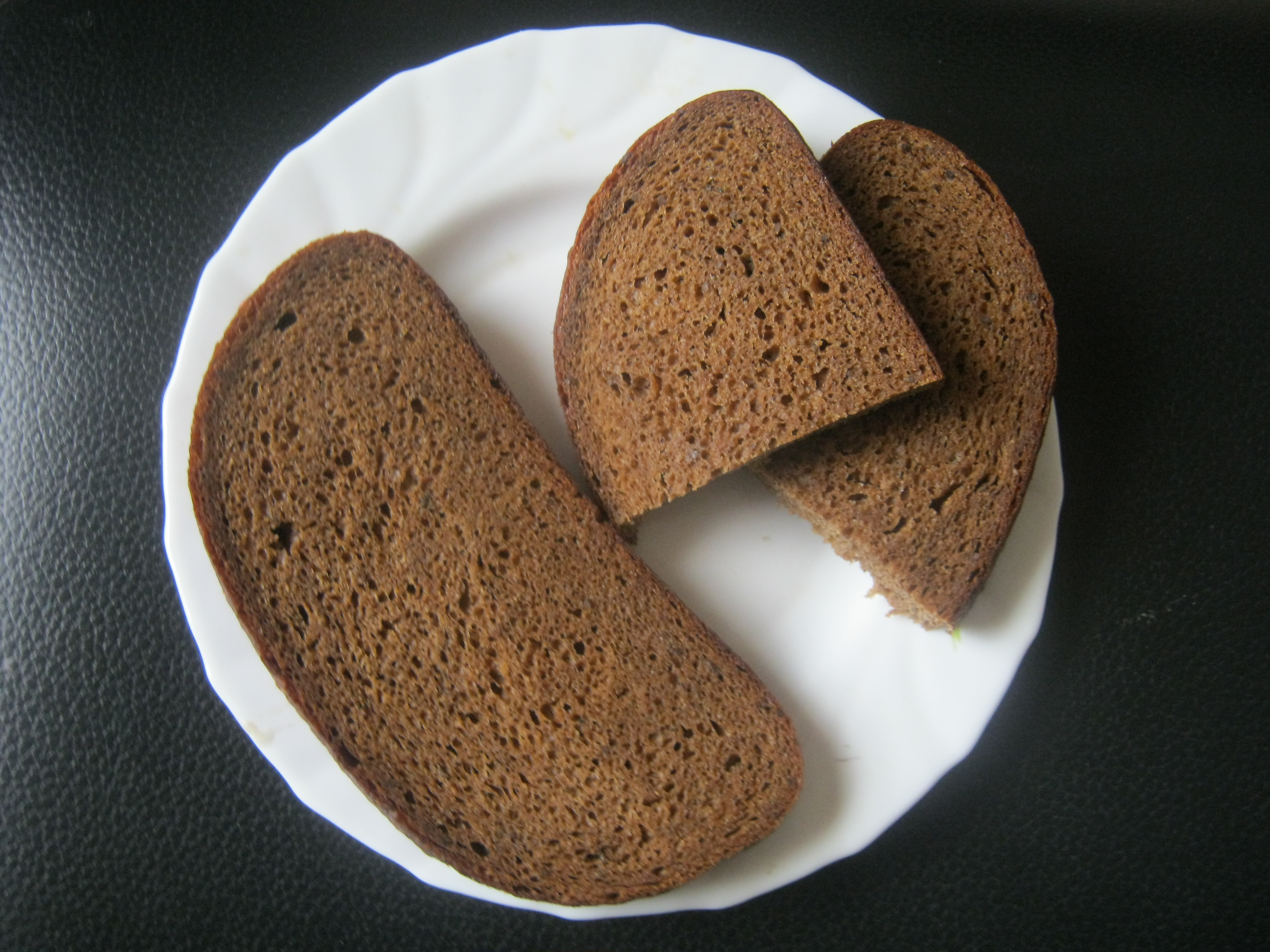
拉脱维亚传统的黑麦面包“Rupjmaize”

拉脫維亞位於波羅的海的東海岸，因此飲食也受到其他波羅的海沿岸國家的影響。拉脫維亞飲食常用的一些食材，如馬鈴薯、小麥、大麥、白菜、洋蔥、雞蛋、豬肉都是這一地區常見的農產品。拉脫維亞飲食通常脂肪含量較高，並且使用一定的香辛料。
豌豆和火腿通常被视为拉脱维亚人的主菜。拉脱维亚人也食用酸模汤（英語：Sorrel soup）。Rupjmaize则是该国的主食之一。
拉脱维亚人也有饮用啤酒的传统，啤酒是拉脱维亚消耗最多的酒精饮料。尽管在1924年，拉脱维亚总统雅尼斯·恰克斯特签署法律禁止国民酗酒。但拉脱维亚国民喜好飲酒的風俗仍然保存下来。该国首都里加自2011年起开始在五月末举行一年一度的“拉脱维亚啤酒节”，啤酒节聚集了来自国内外的啤酒爱好者和拉脱维亚和世界各地的数十家啤酒厂，吸引了许多游客。里加黑香脂是拉脱维亚的一种传统酒类饮料，最晚出现于1752年。

## 图集

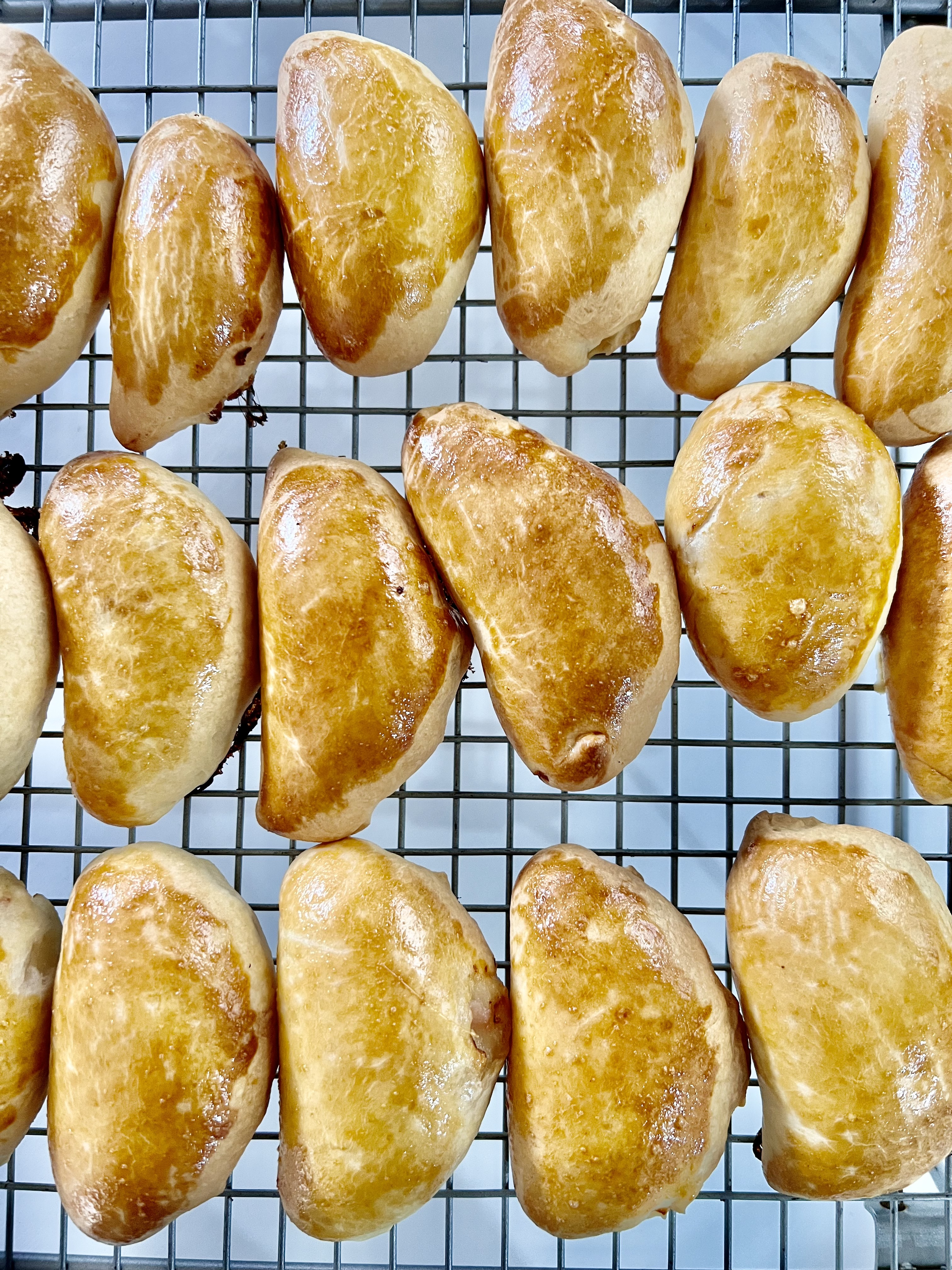
拉脱维亚烤翅 （页面存档备份，存于）[a]
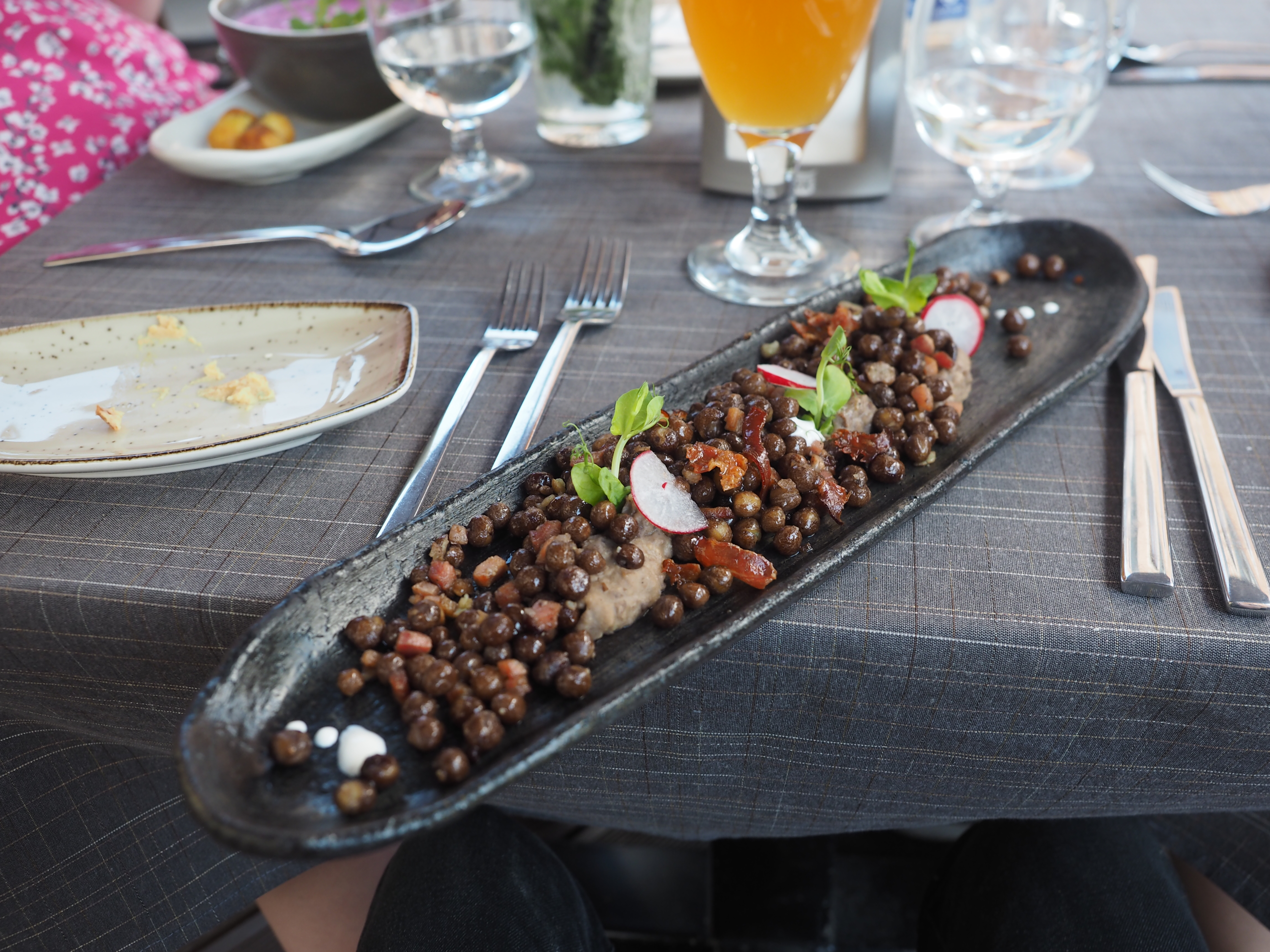
灰豌豆（英语：Grey peas）炒燻肉和蘿蔔
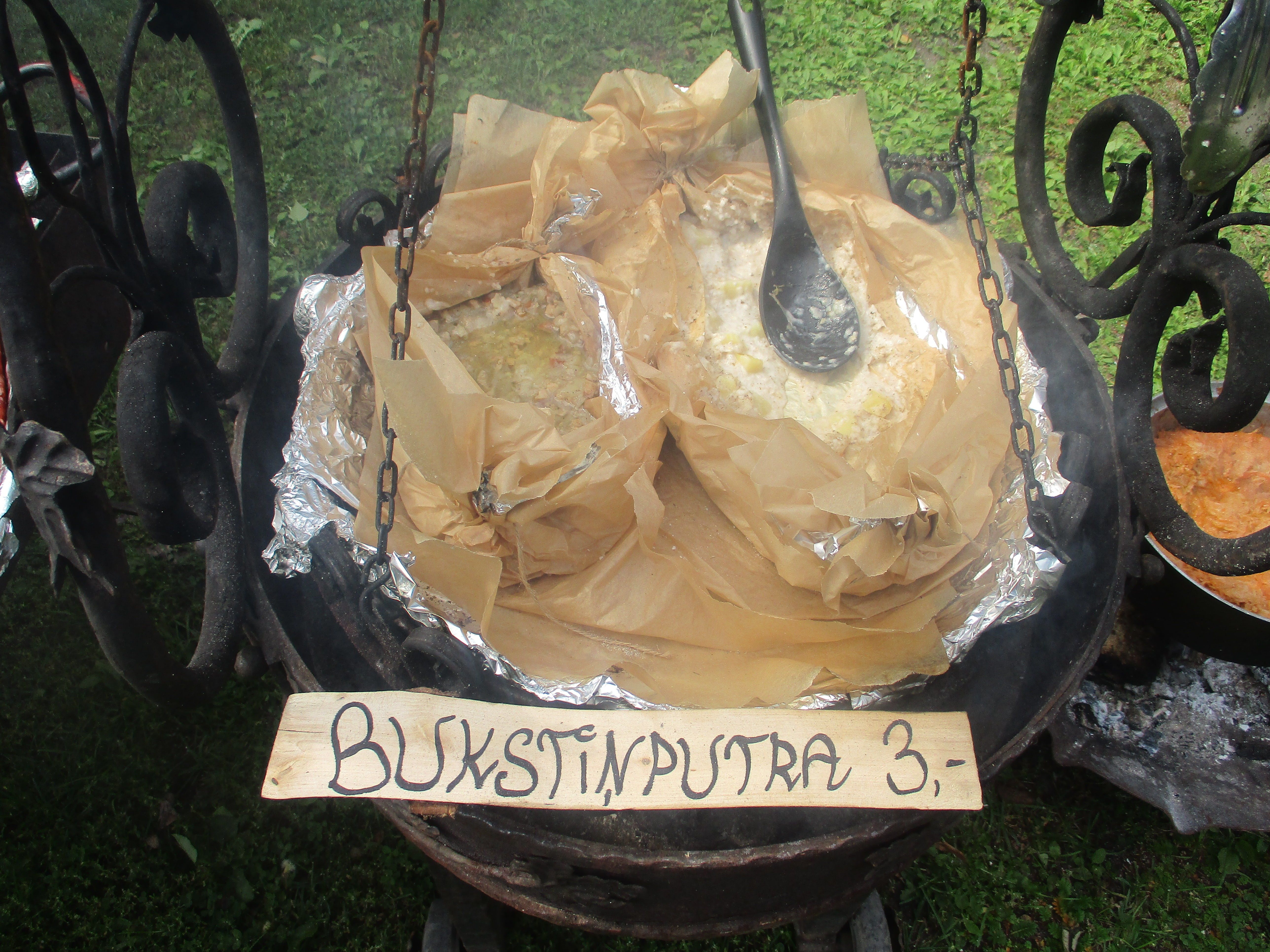
大麦葛子餬[b]
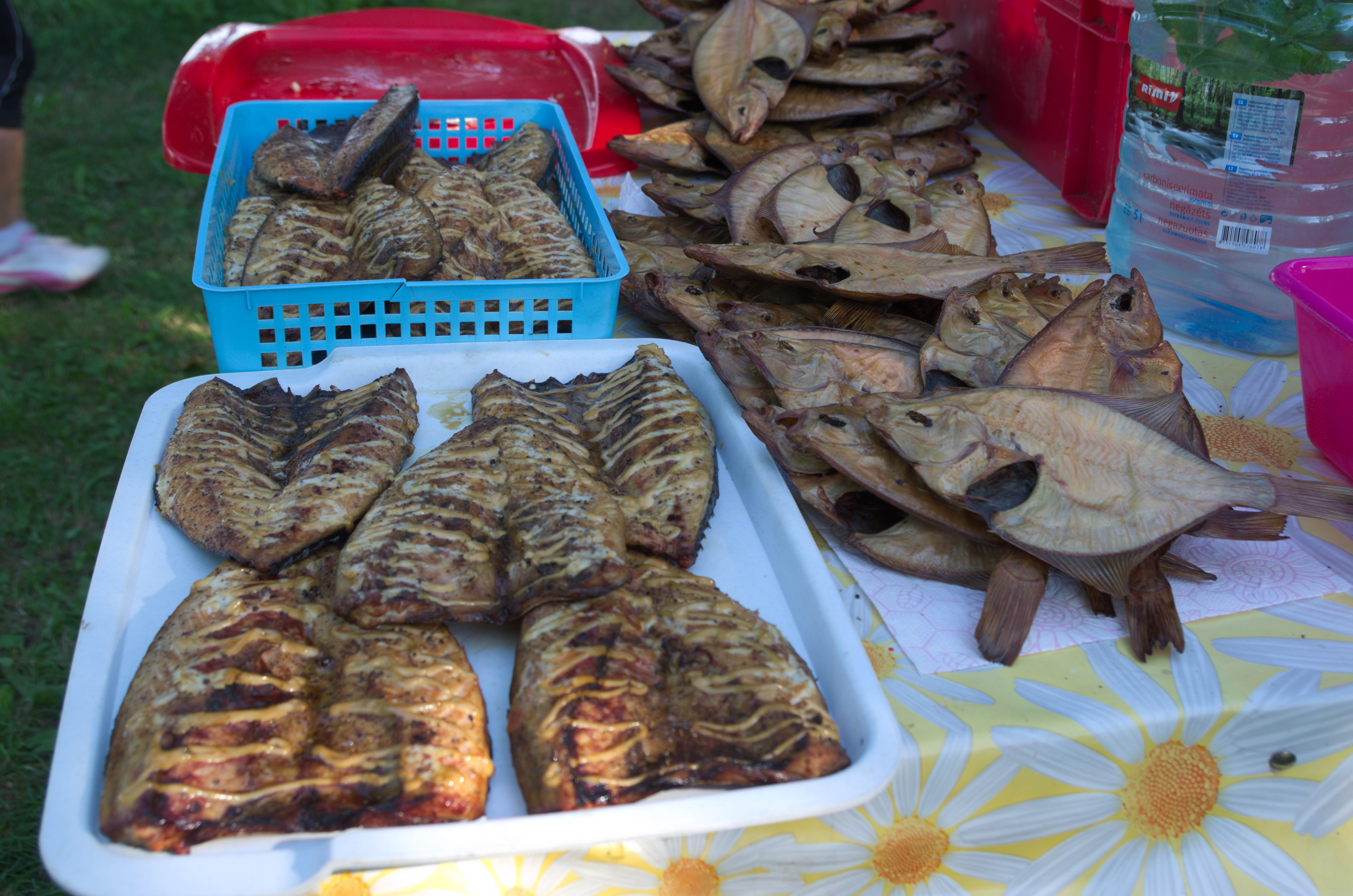
熏鲭鱼和歐洲鰈
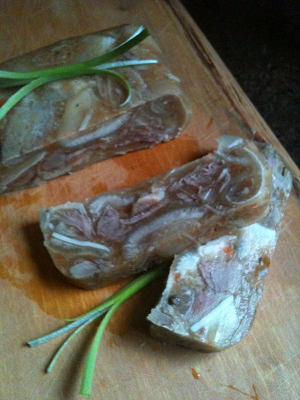
頭肉凍塊（英语：Head cheese）[c]
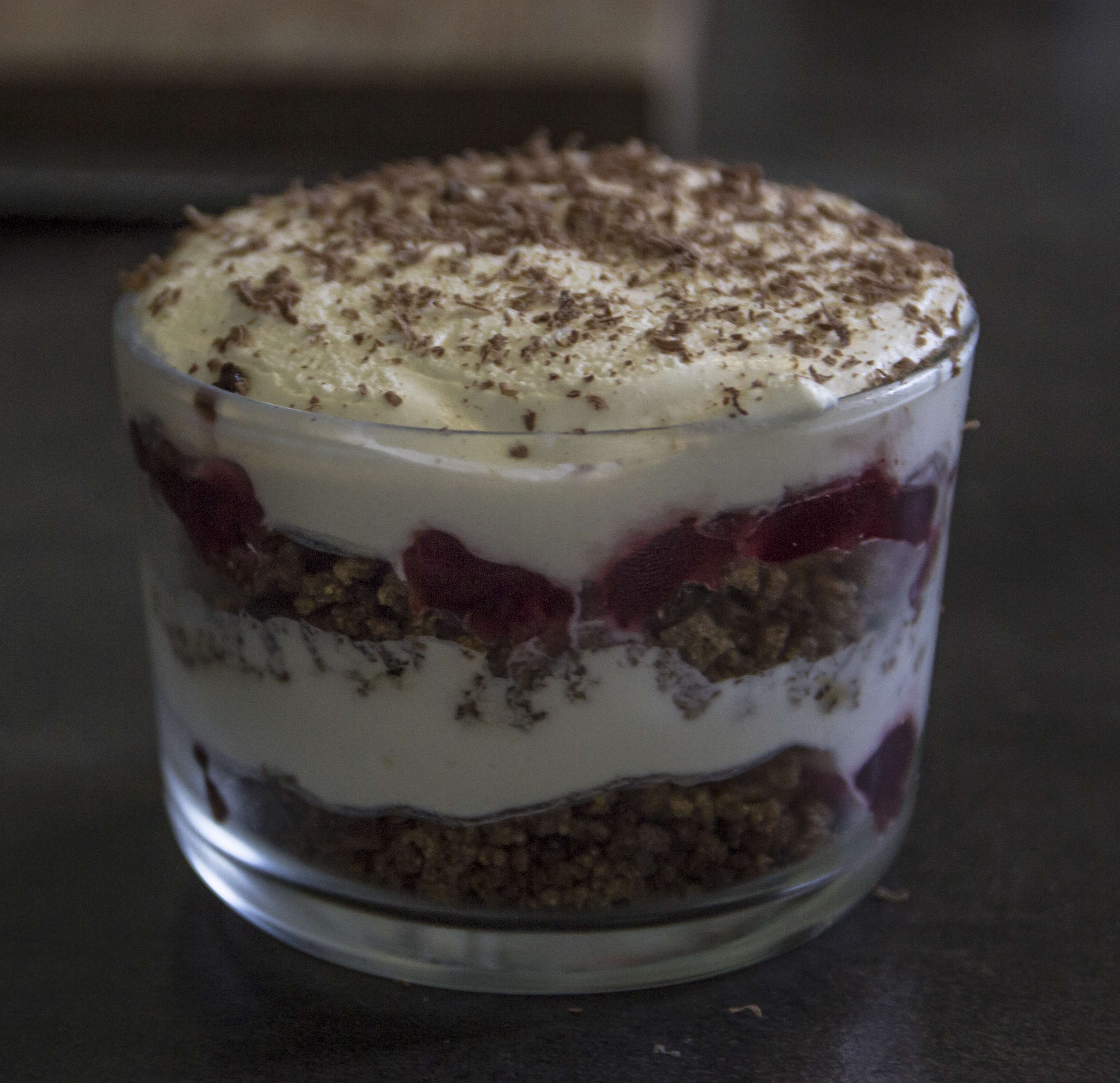
分層黑麥麵包（英语：Layered rye bread）[d]
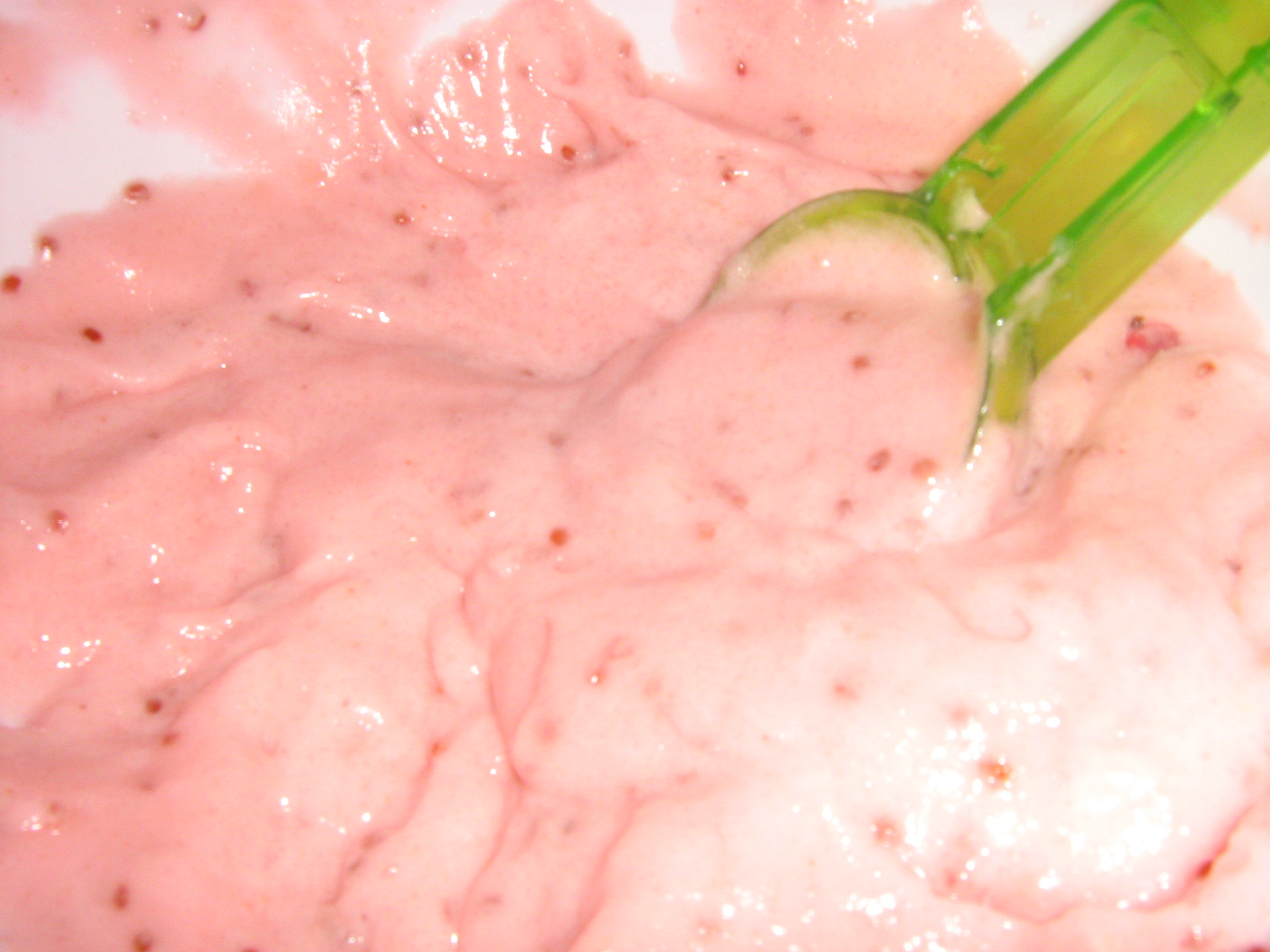
紅醋栗粗麵粉慕斯[e]
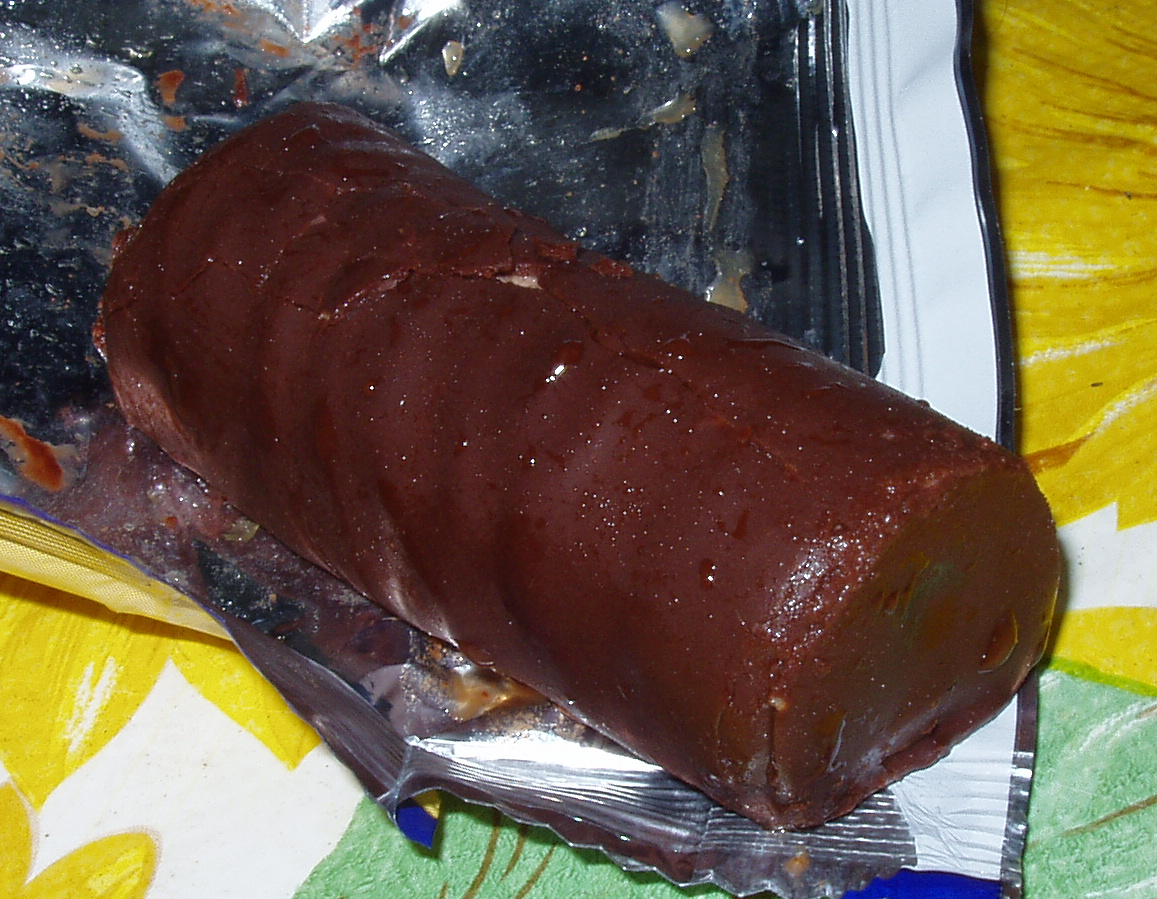
凝乳糖[f]
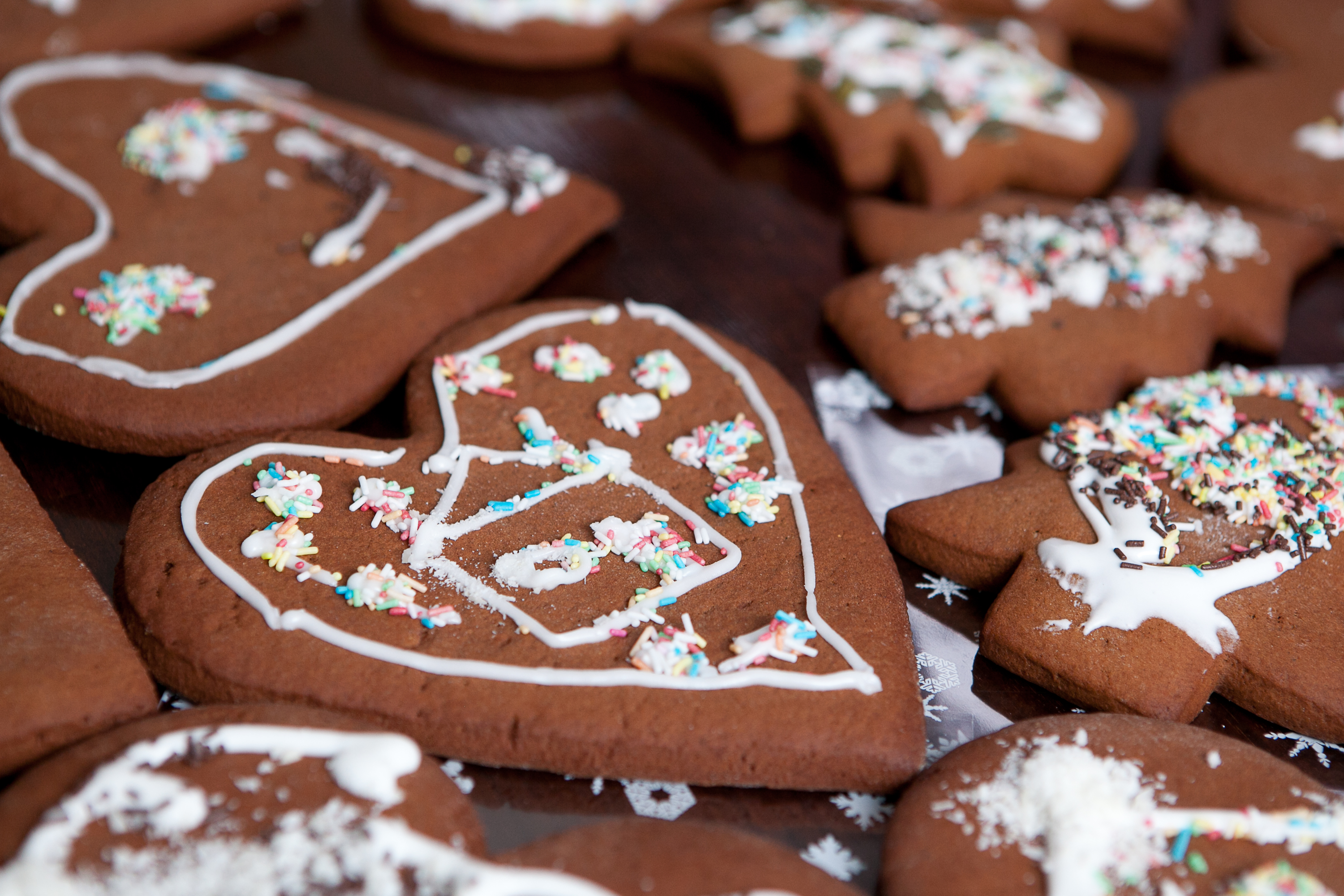
拉脫維亞薑餅
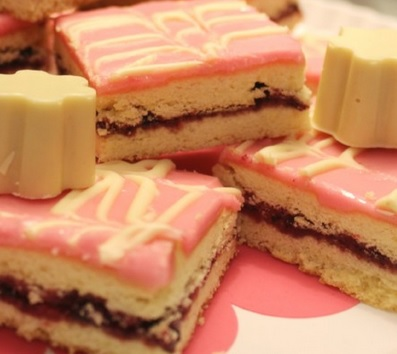
亞歷山大蛋糕
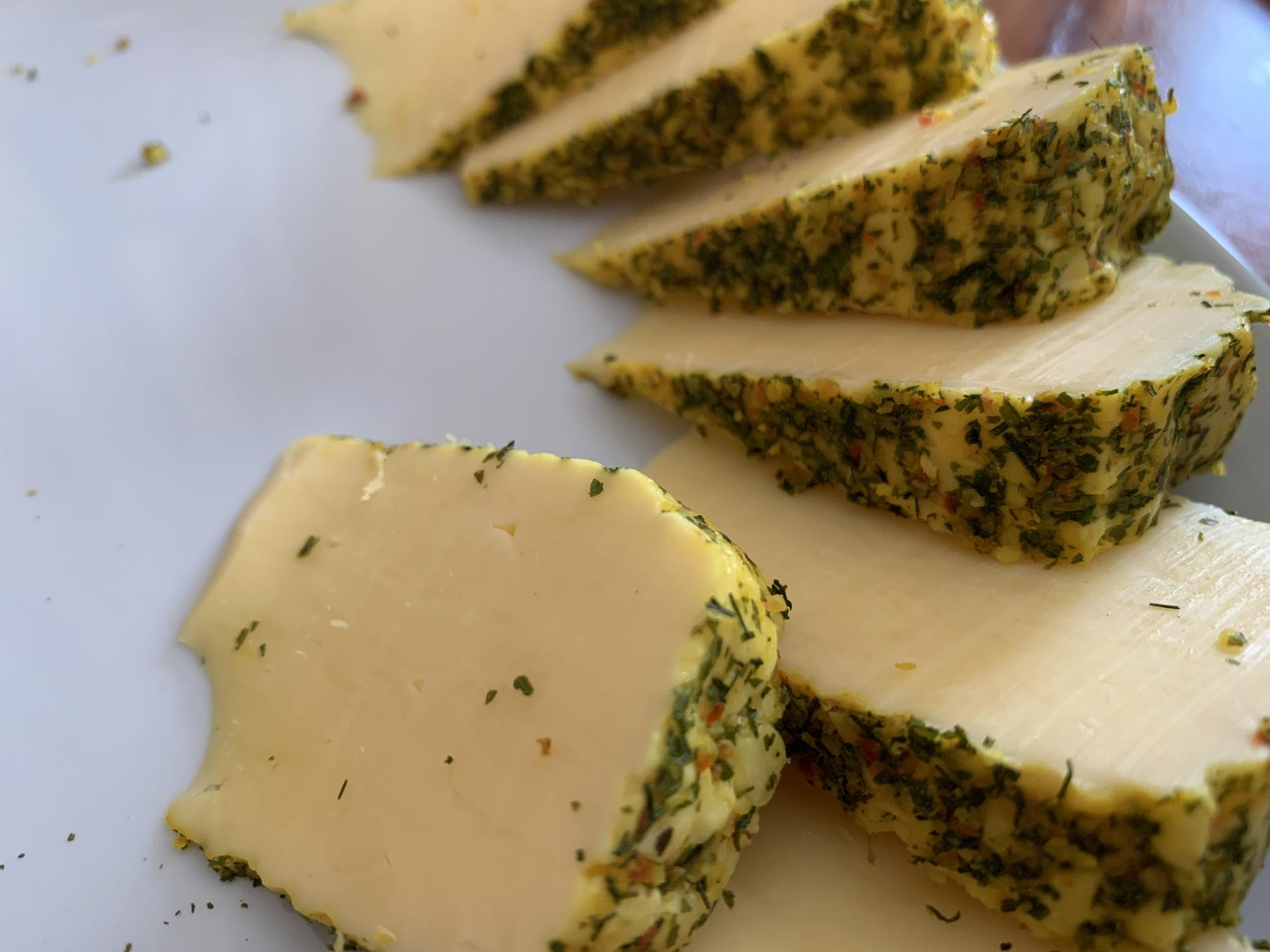
拉脱维亚奶酪

### 注解
1. ↑  拉脫維亞語：
2. ↑  拉脫維亞語：
3. ↑  拉脫維亞語：
4. ↑  拉脫維亞語：
5. ↑  拉脫維亞語：
6. ↑  拉脫維亞語：